# Râul Zănoaga, Șușița
Râul Zănoaga este un curs de apă, afluent al râului Straja. 